# 바오준
바오준(영어: Baojun, 중국어 간체자: 宝骏, 정체자: 寶駿, 병음: Bǎojùn, 직역: Treasured Horse)은 제너럴 모터스와 상하이 자동차의 합작 투자 회사인 SAIC-GM-우링이 소유한 중국의 자동차 브랜드이다.

## 주요 차종

### 현재 생산 차종
- 바오준 키위 EV (2021년~현재), 시티 카, BEV
- 바오준 윤두오 (2023년~현재), 서브컴팩트 카, BEV
- 바오준 옙 (2023년~현재), 소형 SUV, BEV
  - 바오준 옙 플러스 (2024년~현재), 바오준 옙의 5도어 파생모델
- 바오준 윈하이 (예정),컴팩트 SUV, BEV

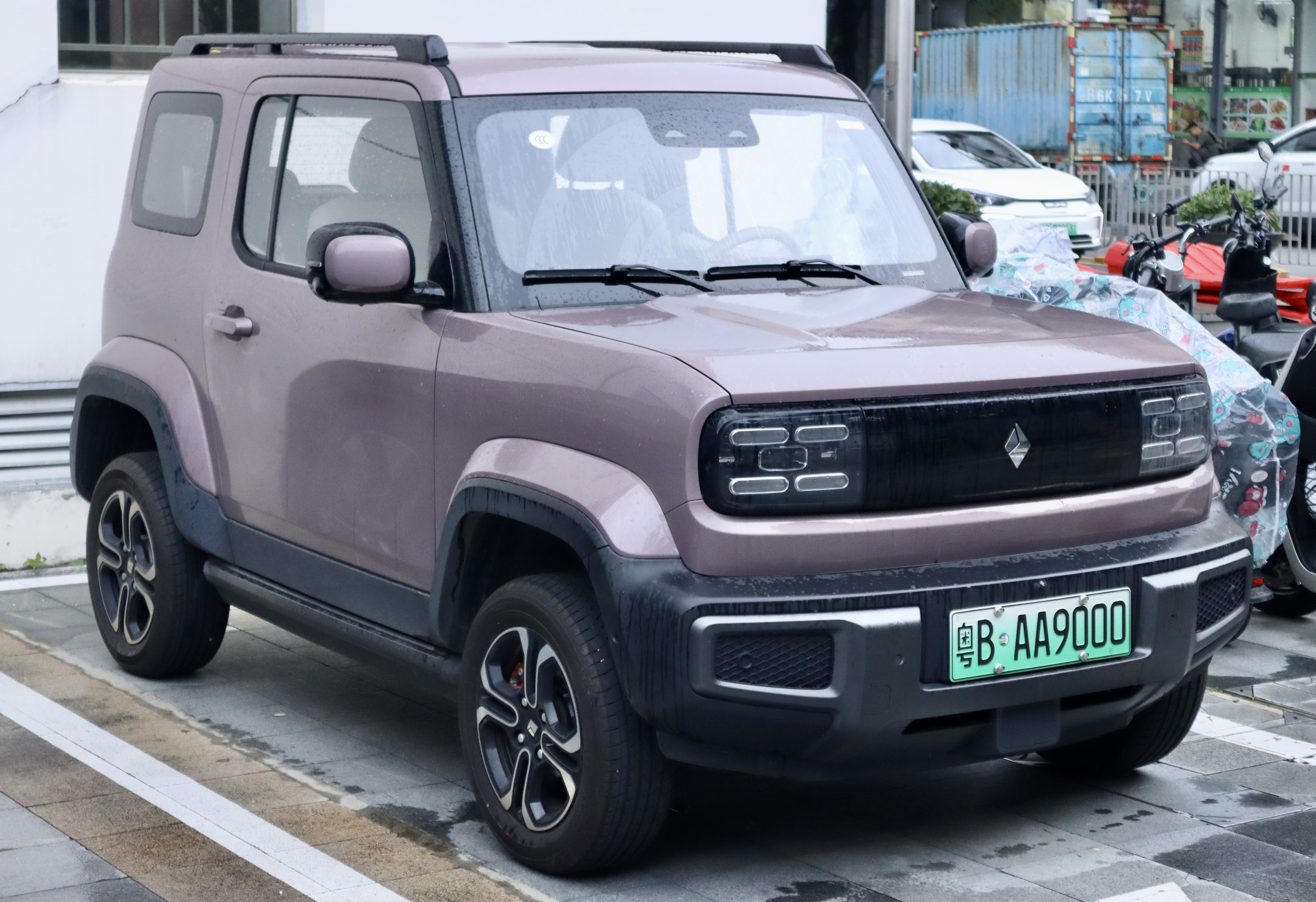
바오준 옙
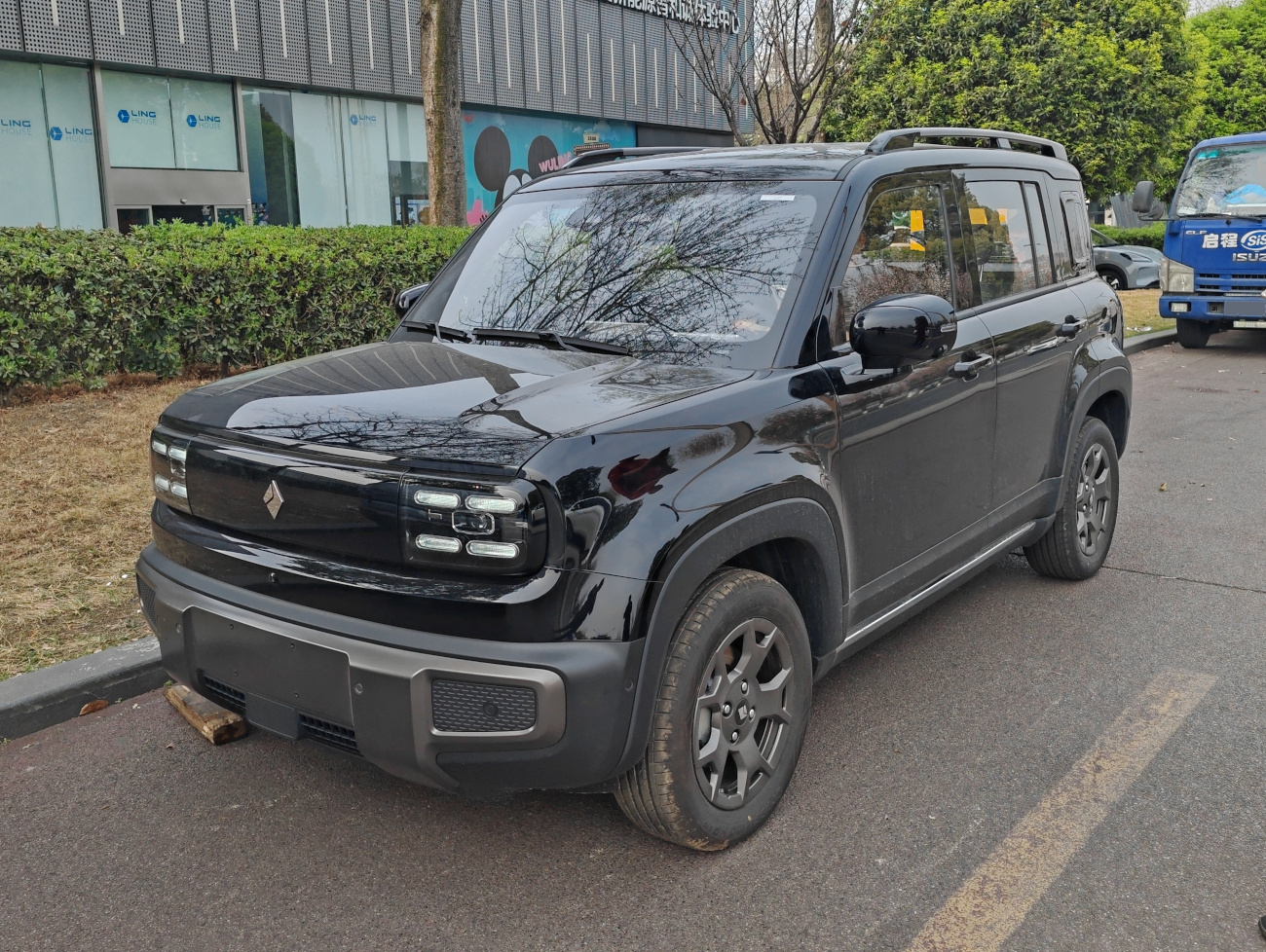
바오준 옙 플러스
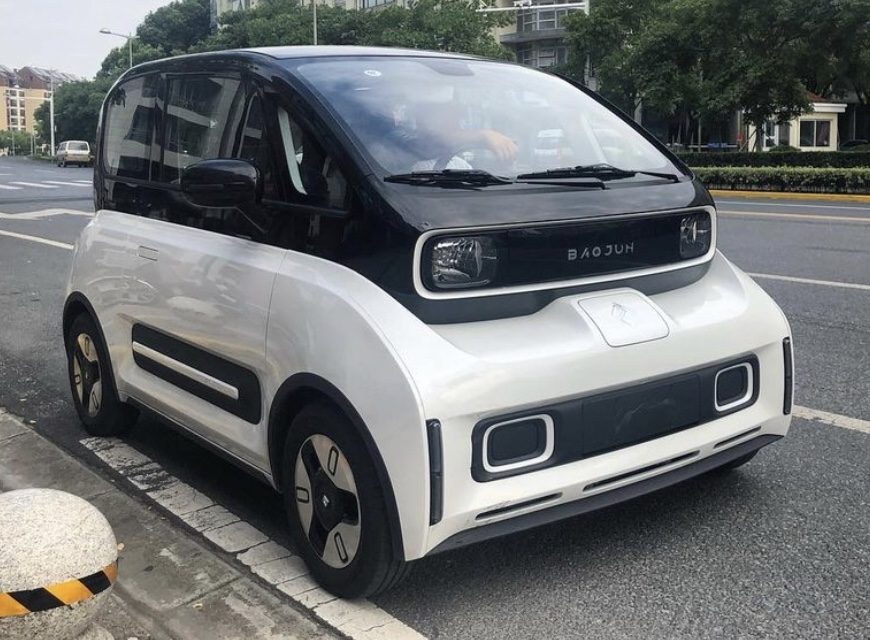
바오준 키위 EV
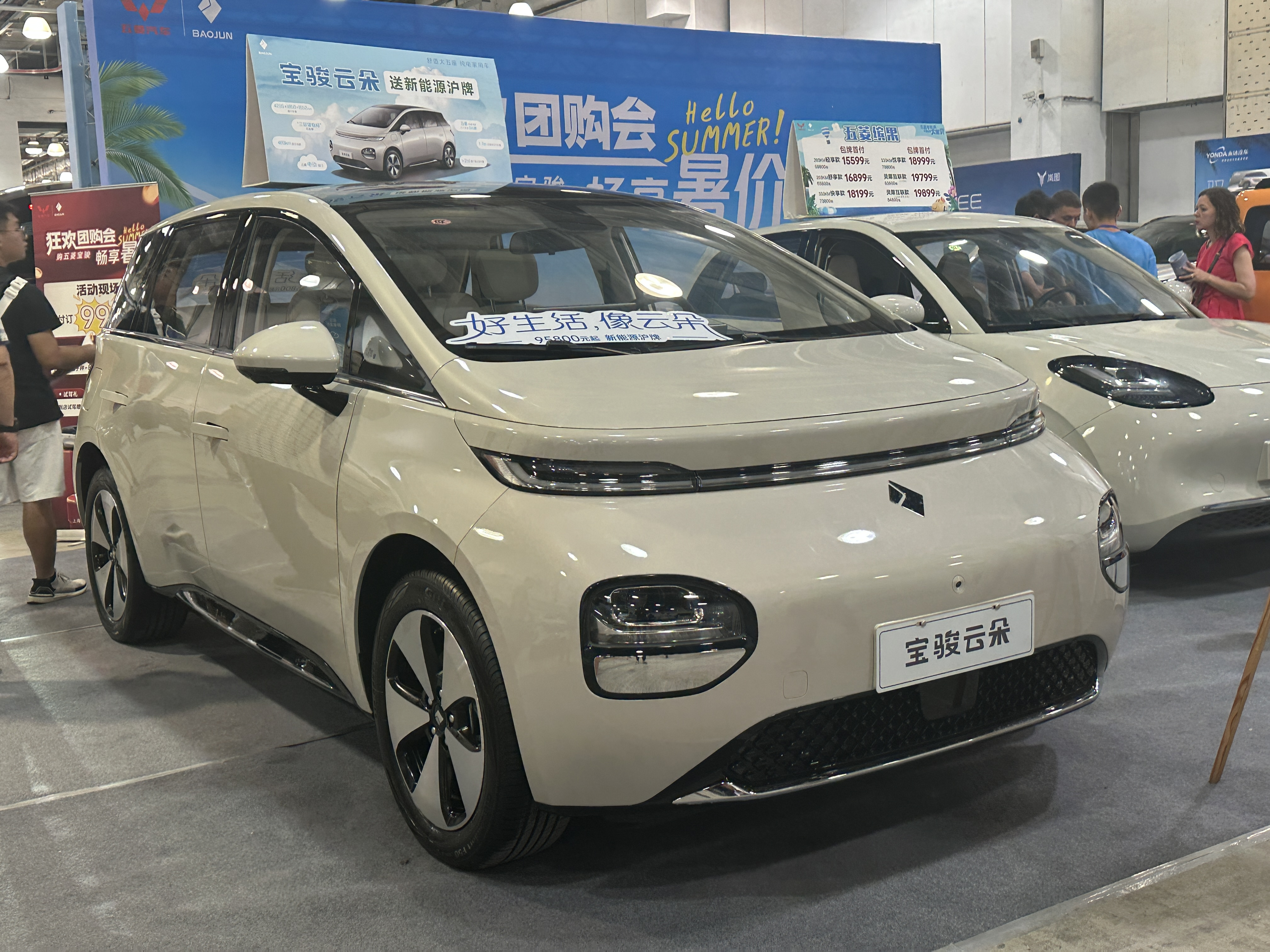
바오준 윤두오

### 과거 생산 차종
- 바오준 E100 (2017년~2021년), 도시형 자동차
- 바오준 E200 (2018년~2021년), 도시형 자동차
- 바오준 레치 (2008년~2021년), 도시형 자동차
- 바오준 310 (2016년~2020년), 서브컴팩트 자동차
  - 바오준 310W (2017년~2020년), 바오준 310의 왜건형 모델
  - 바오준 330 (2016년~2017년), 바오준 310의 세단형 모델
- 바오준 630 (2011년~2019년), 소형 세단
  - 바오준 610 (2014년~2019년), 바오준 630의 해치백 모델
- 바오준 RC-5 (2020년~2021년), 소형 세단
  - 바오준 RC-5W (2020년~2021년), 바오준 RC-5의 왜건형 모델
  - 바오준 발리 (2020년~2021년), 바오준 RC-5의 왜건형 모델
- 바오준 RC-6 (2019년~2021년), 중형 쿠페
- 바오준 RS-3 (2020년~2022년), 서브컴팩트 크로스오버 SUV
- 바오준 510 (2017년~2021년), 서브컴팩트 SUV, 쉐보레 그루브로도 수출
- 바오준 530 (2018년~2021년), 소형 SUV, 쉐보레 캡티바, MG 헥터, 울링 알마즈로도 수출
- 바오준 560 (2015년~2017년), 소형 SUV
- 바오준 RM-5 (2019년~2021년), 중형 SUV
- 바오준 RS-5 (2019년~2021년), 소형 SUV
- 바오준 RS-7 (2020년~2022년), 중형 SUV
- 바오준 360 (2018년~2021년), 소형 미니밴
- 바오준 730 (2014년~2021년), 소형 미니밴, 울링 코르테즈로도 수출

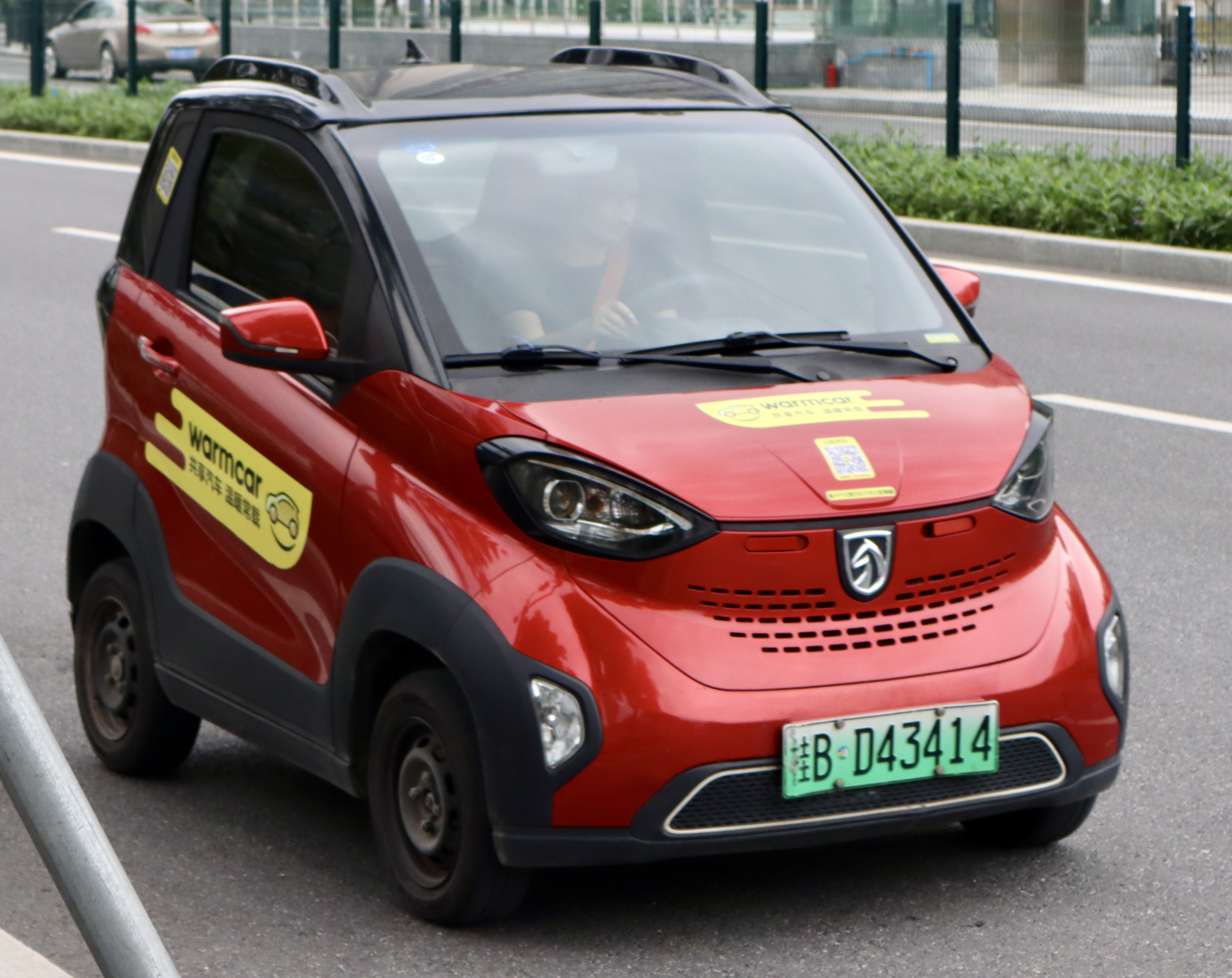
바오준 E100
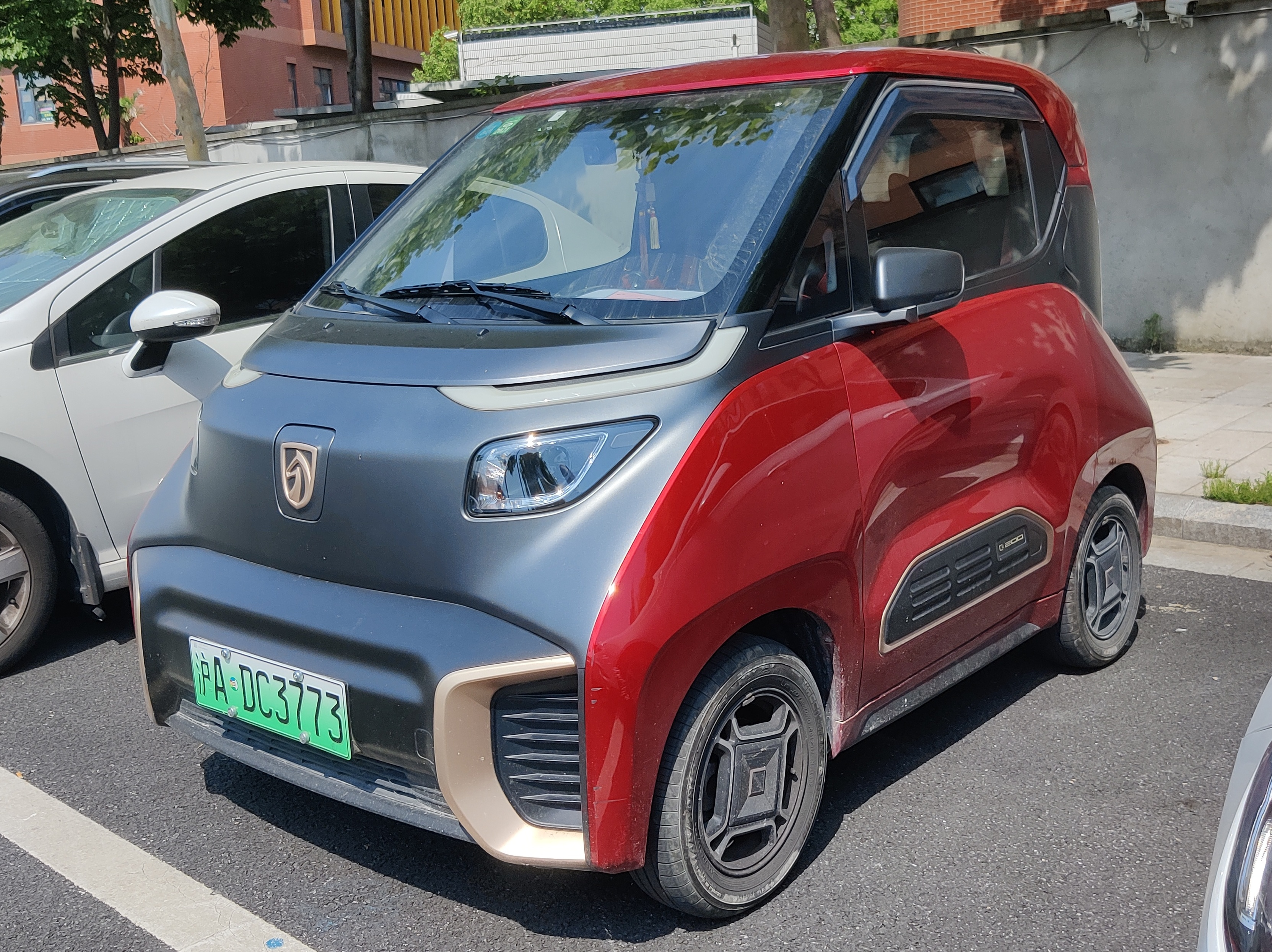
바오준 E200
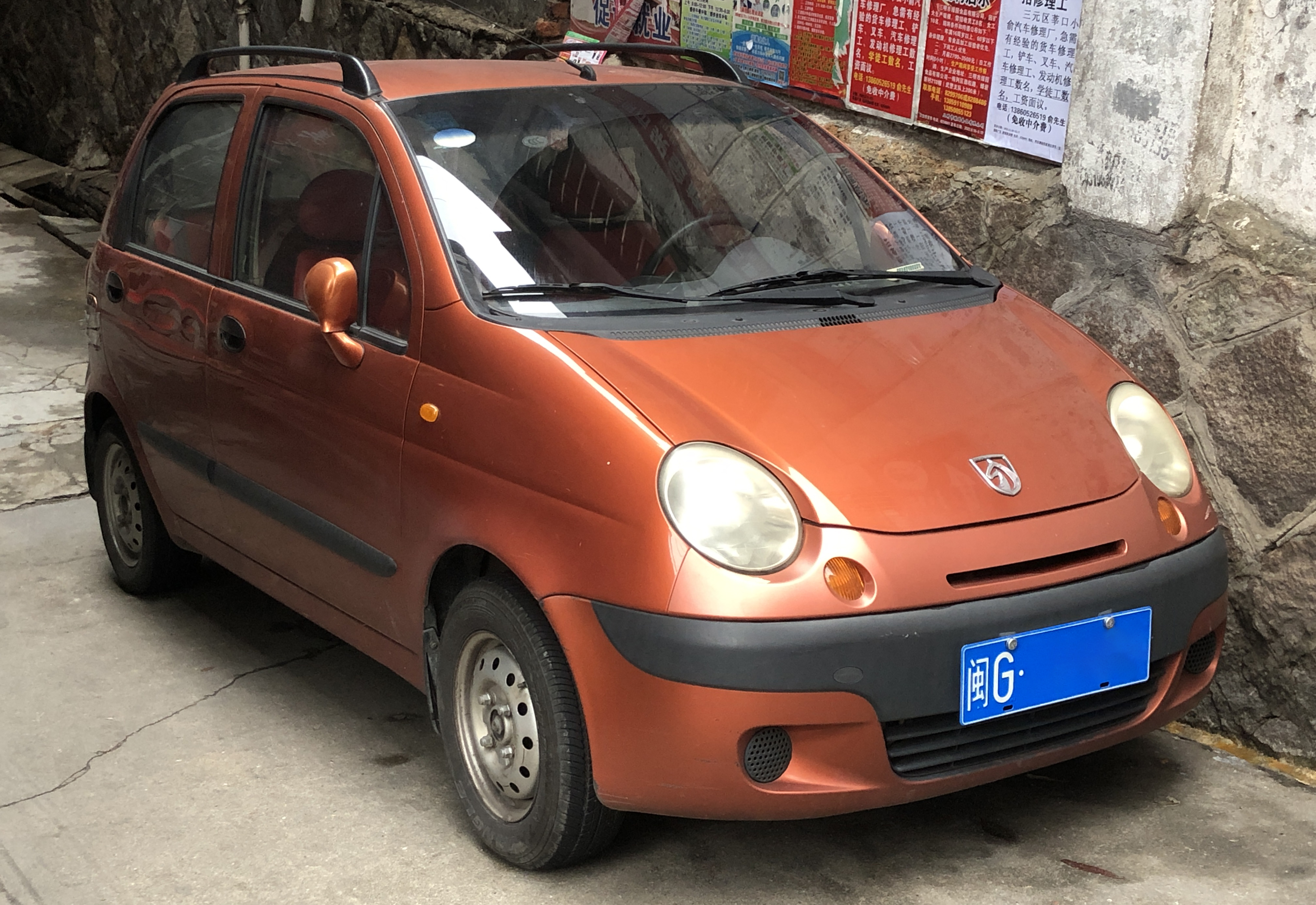
바오준 레치
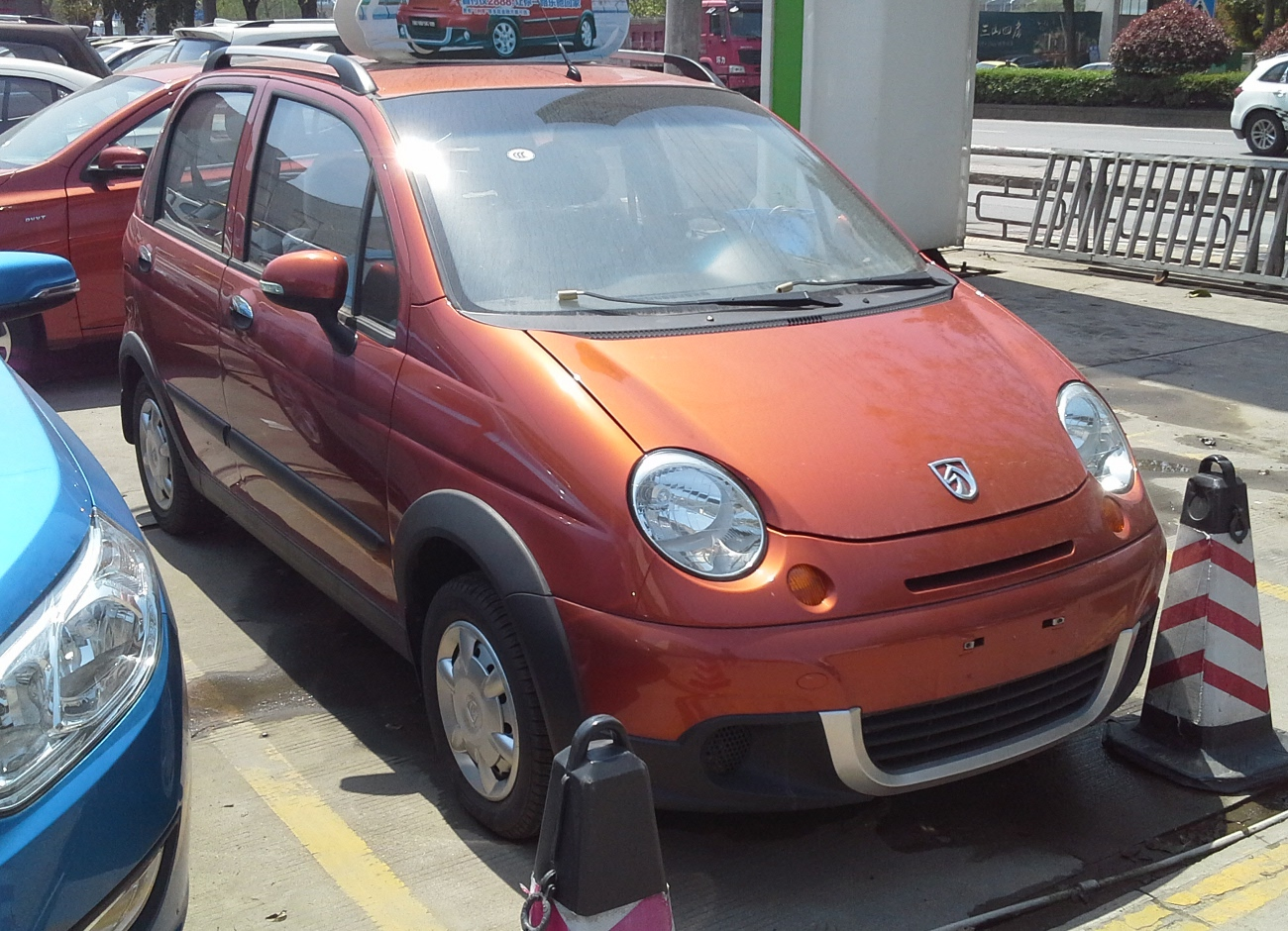
바오준 레치 크로스
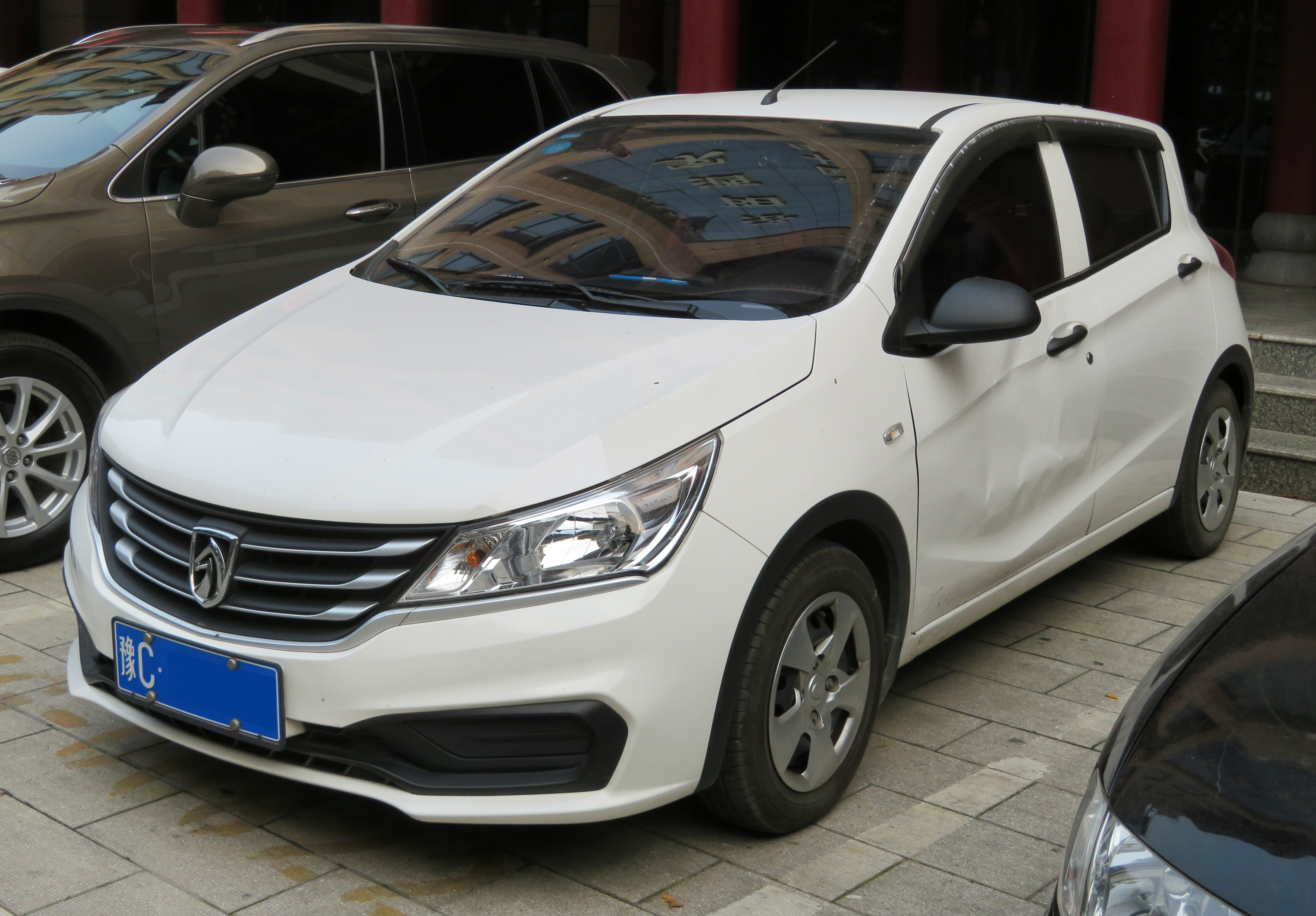
바오준 310
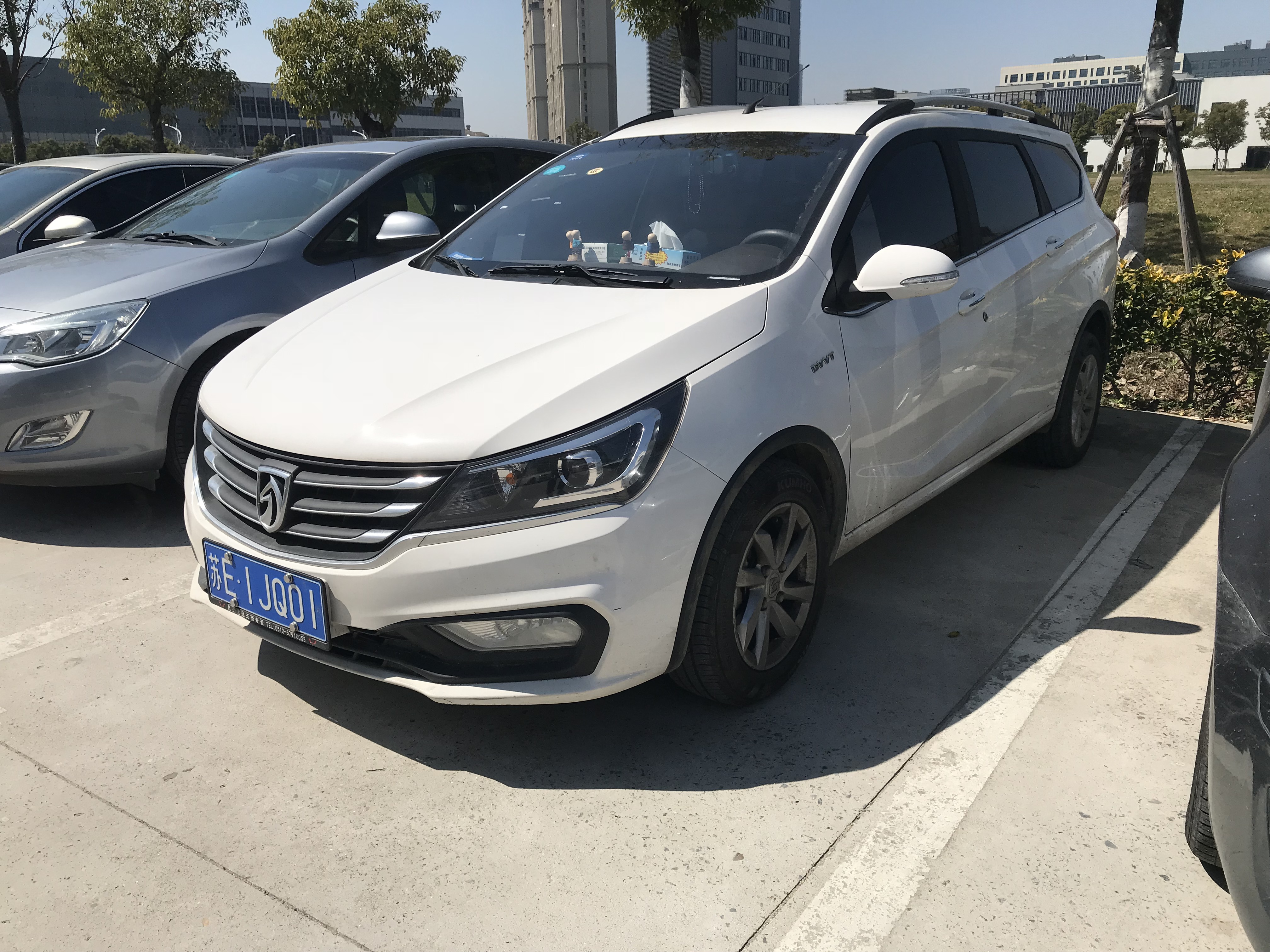
바오준 310W
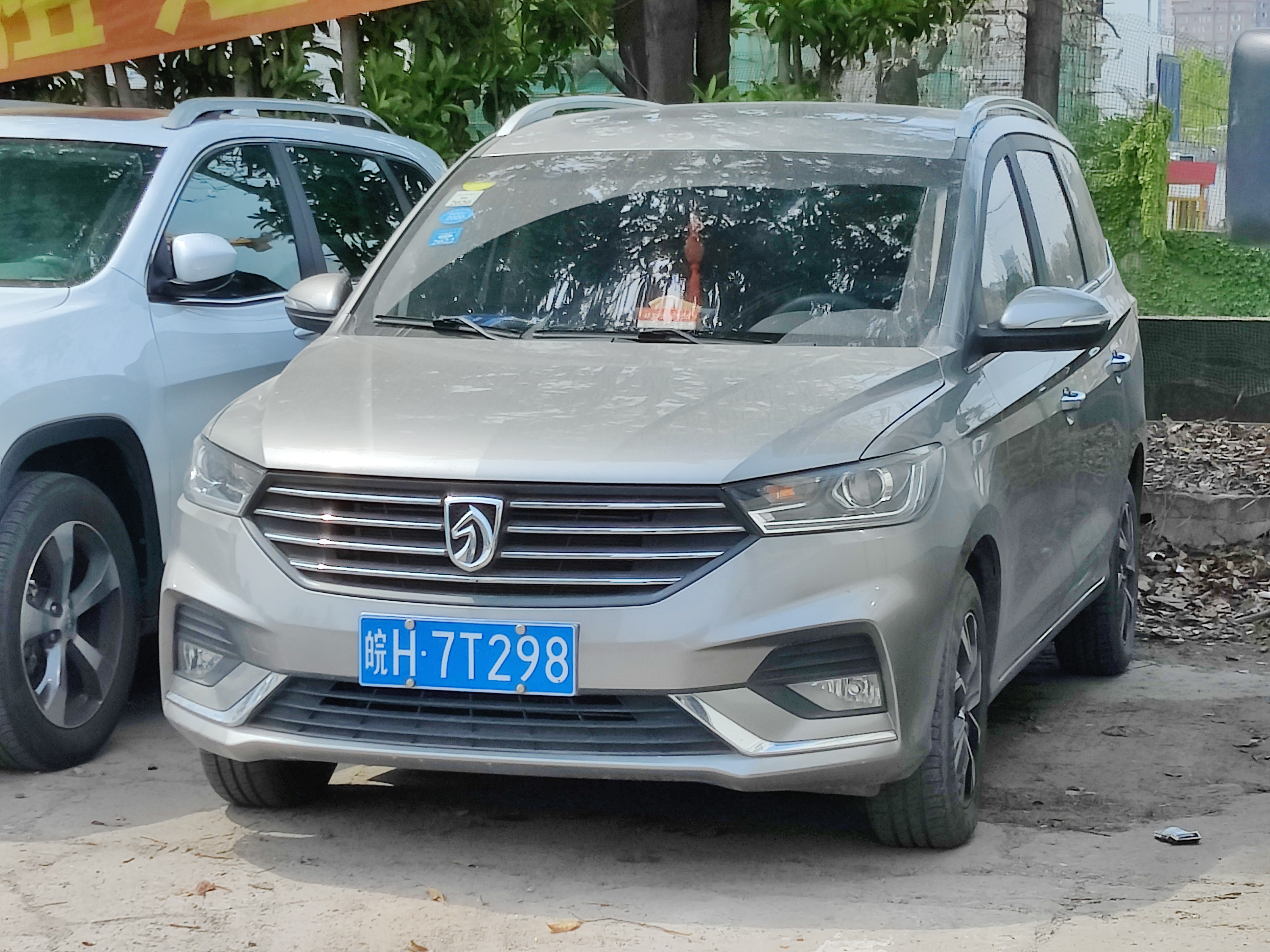
바오준 360
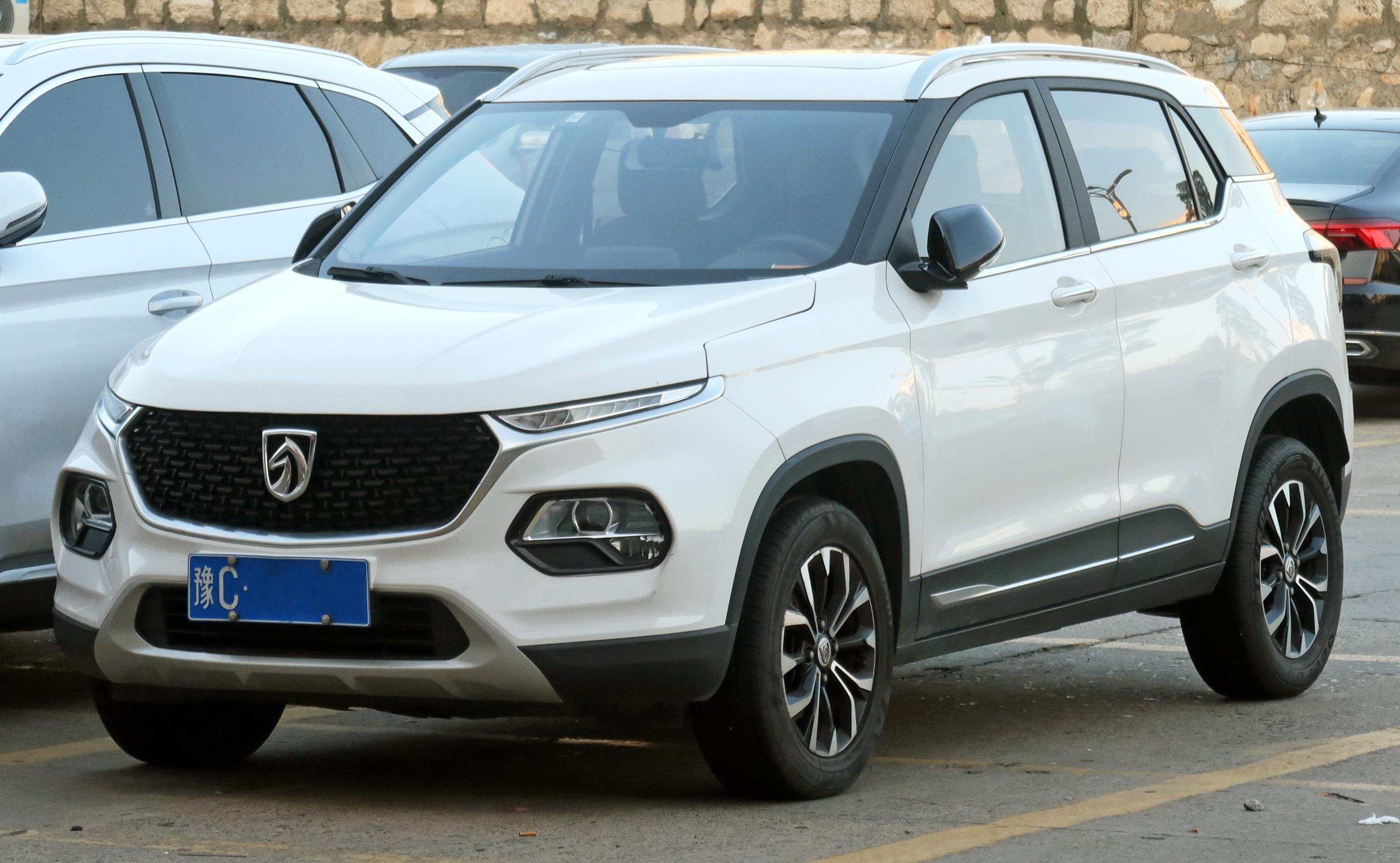
바오준 510
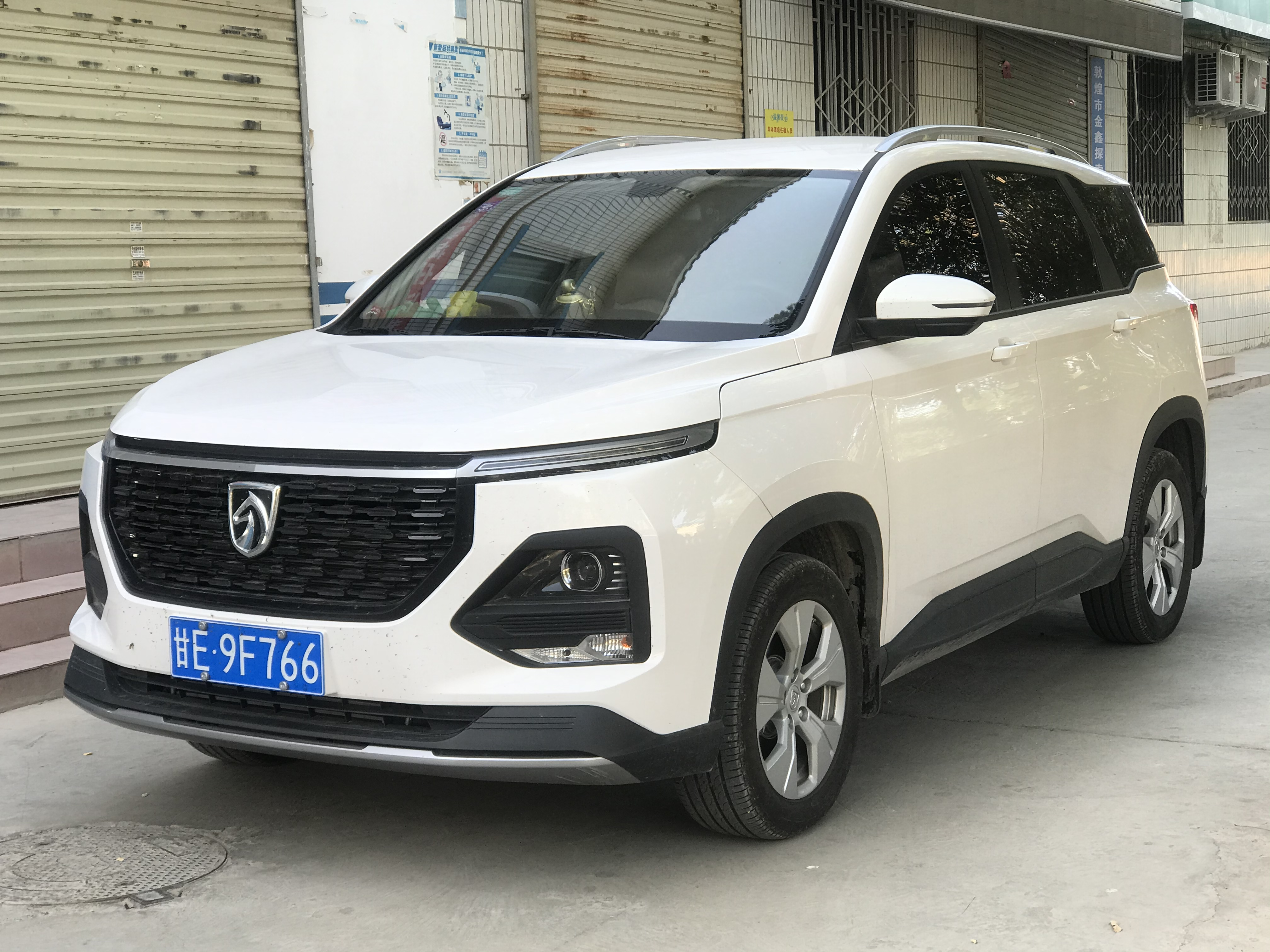
바오준 530
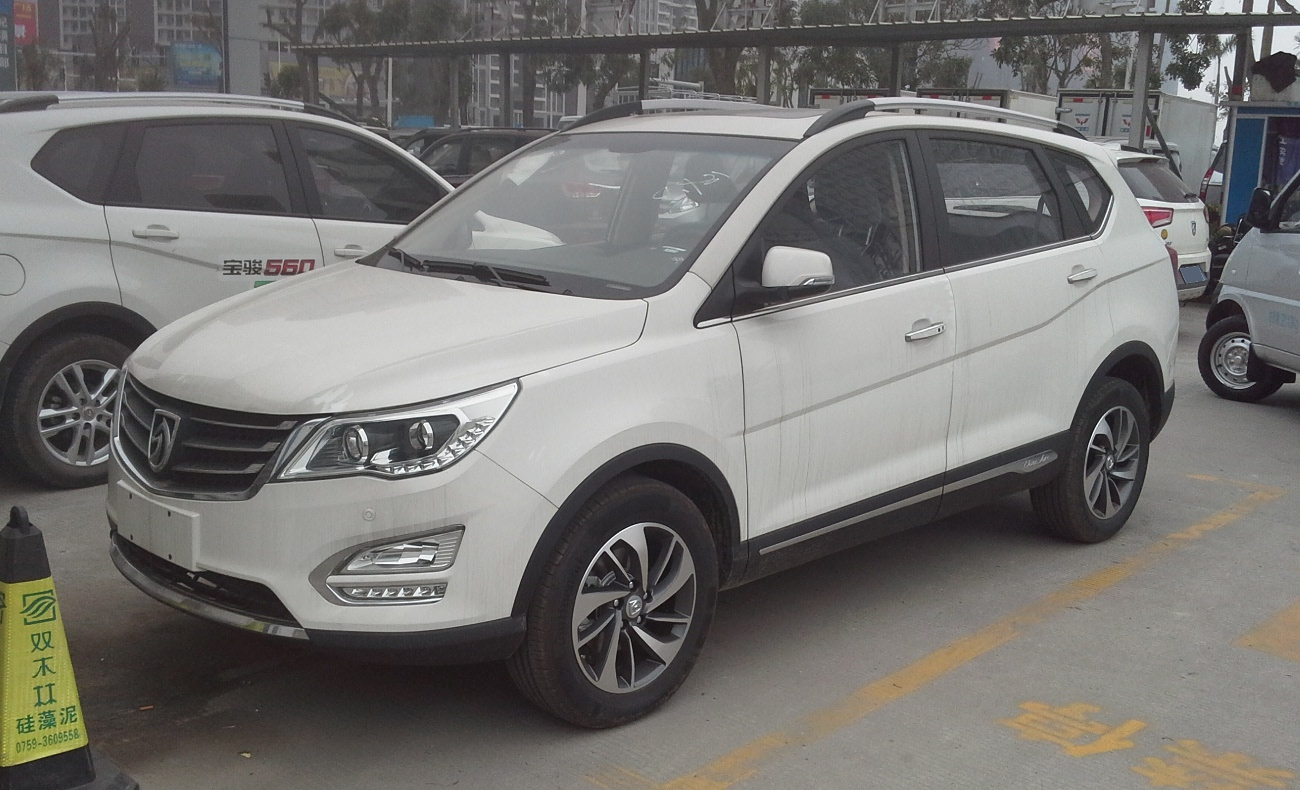
바오준 560
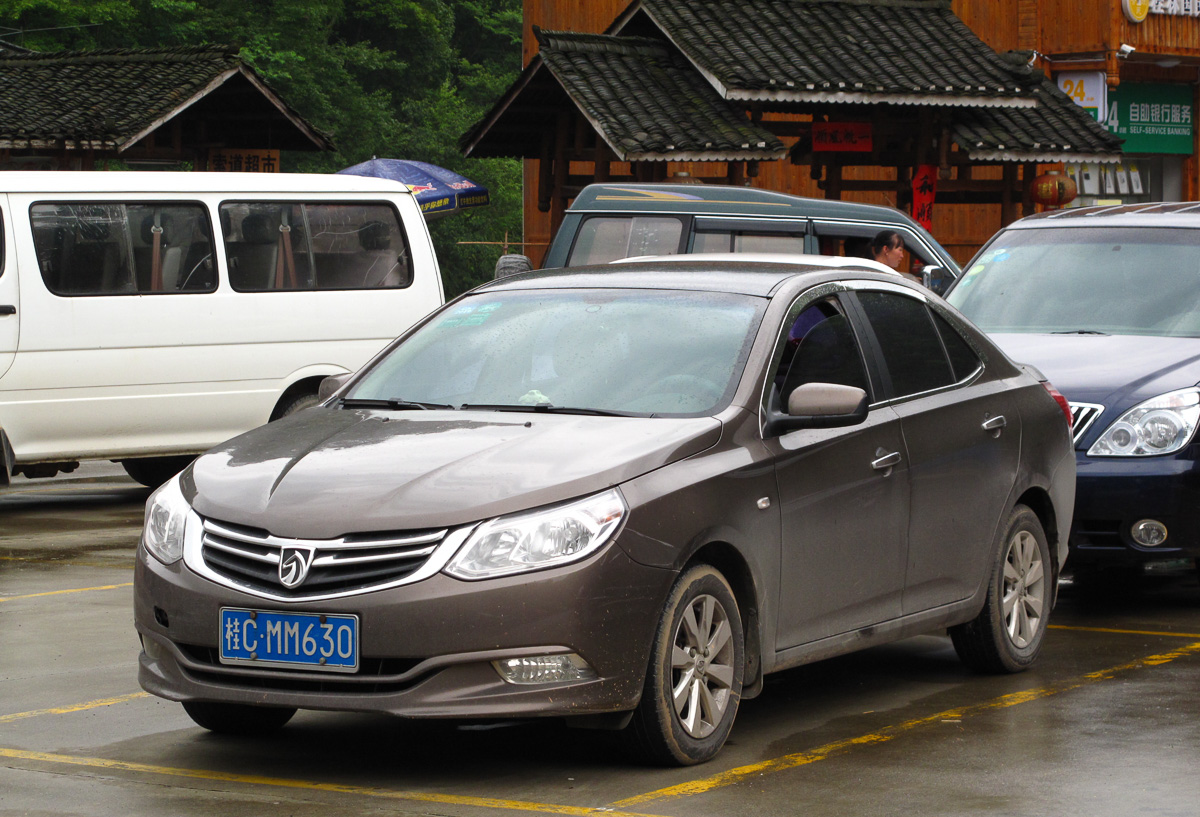
바오준 630
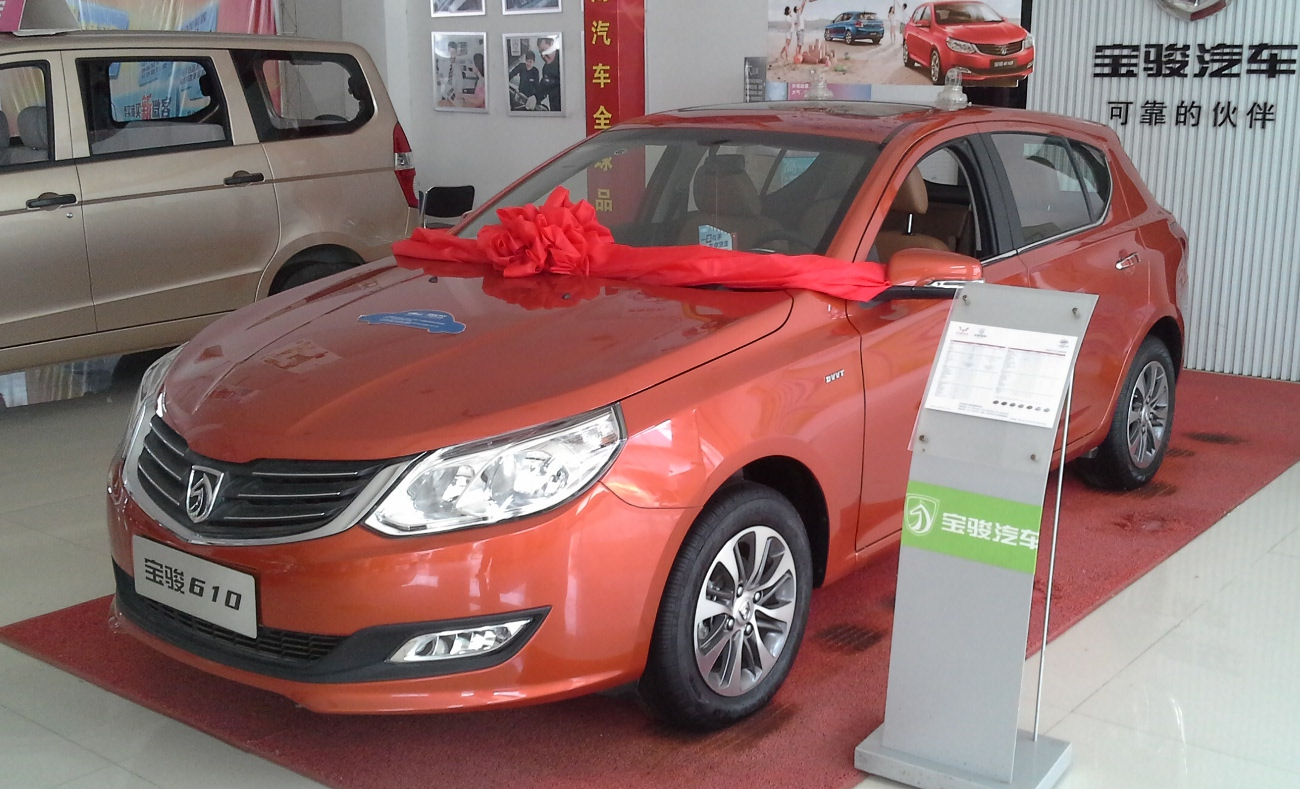
바오준 610
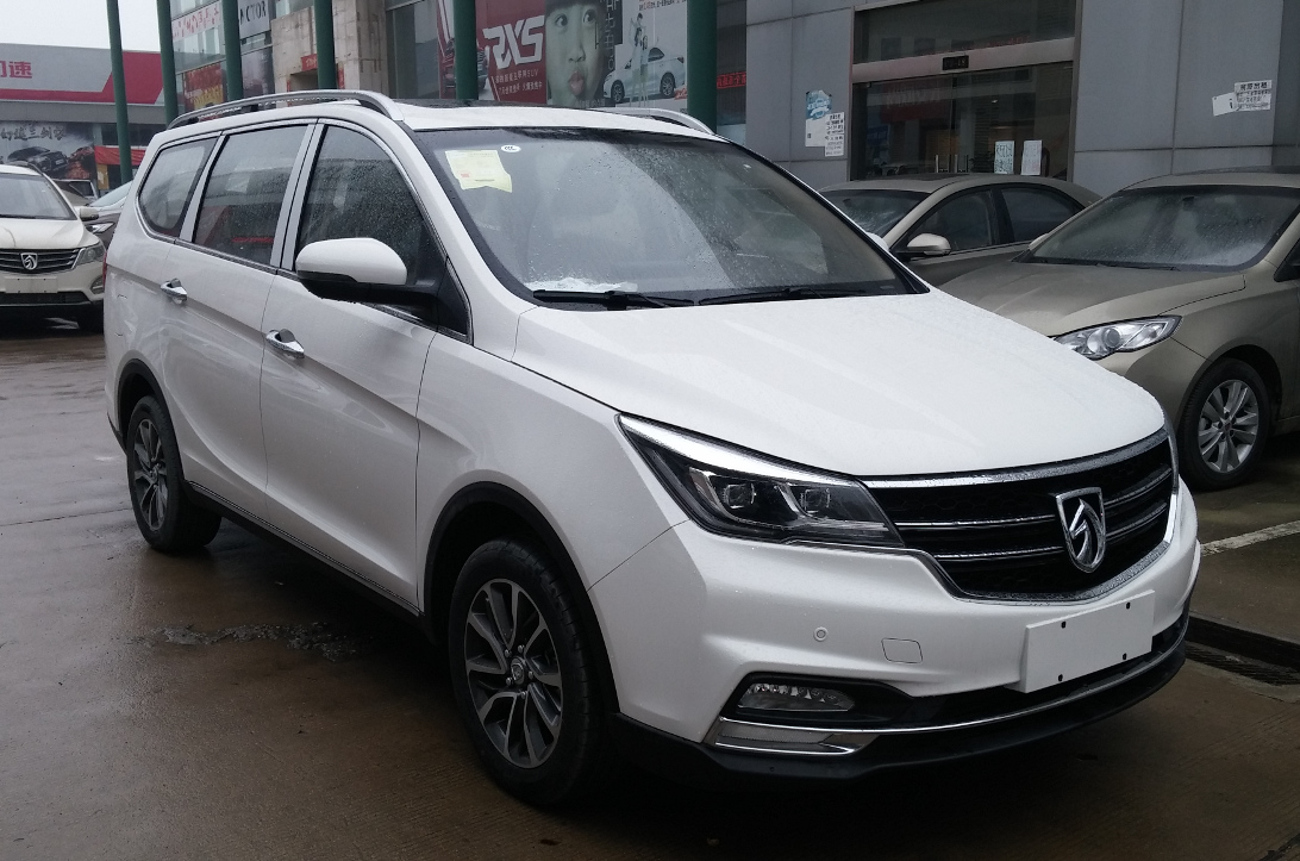
바오준 730
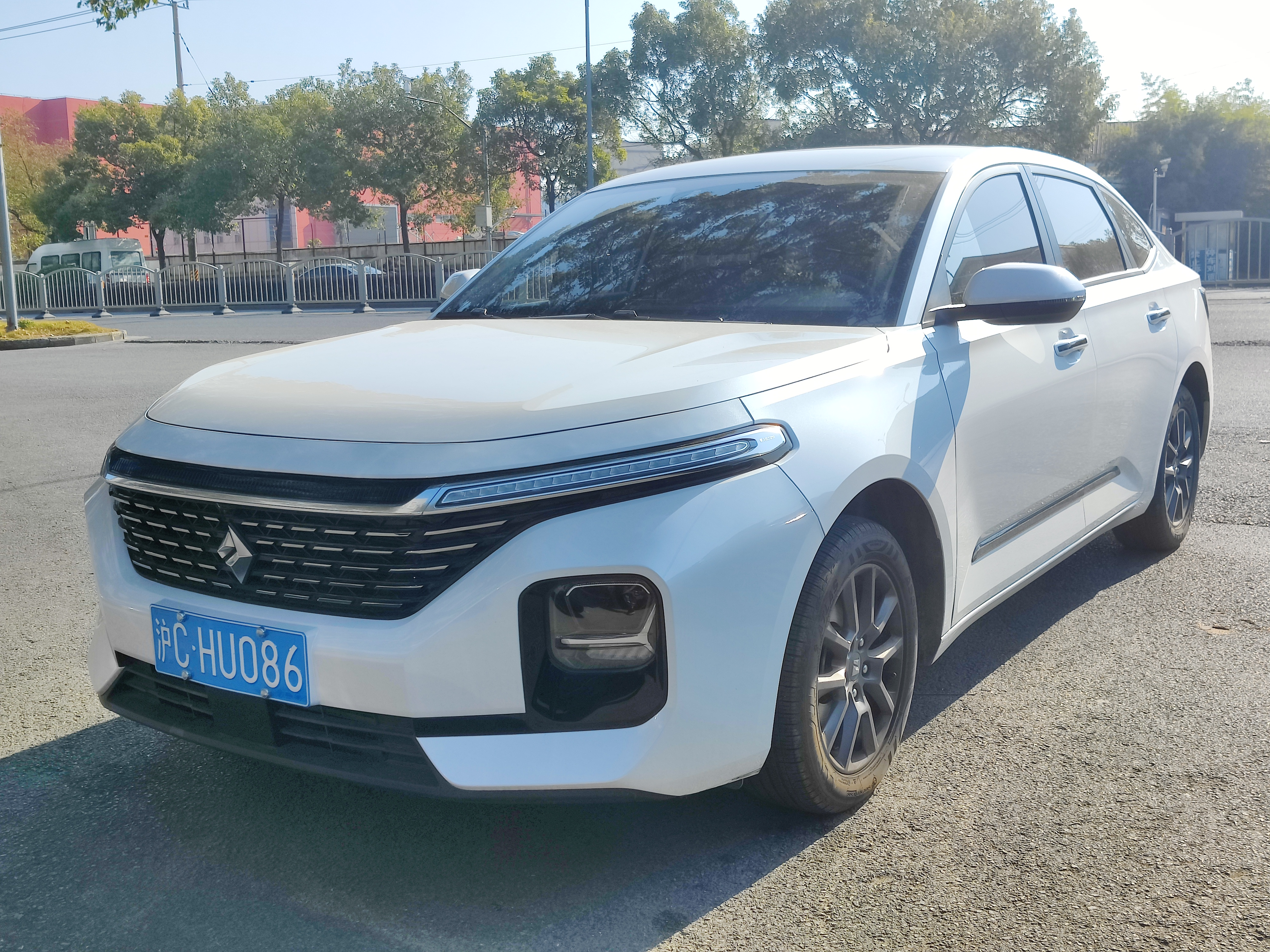
바오준 RC-5
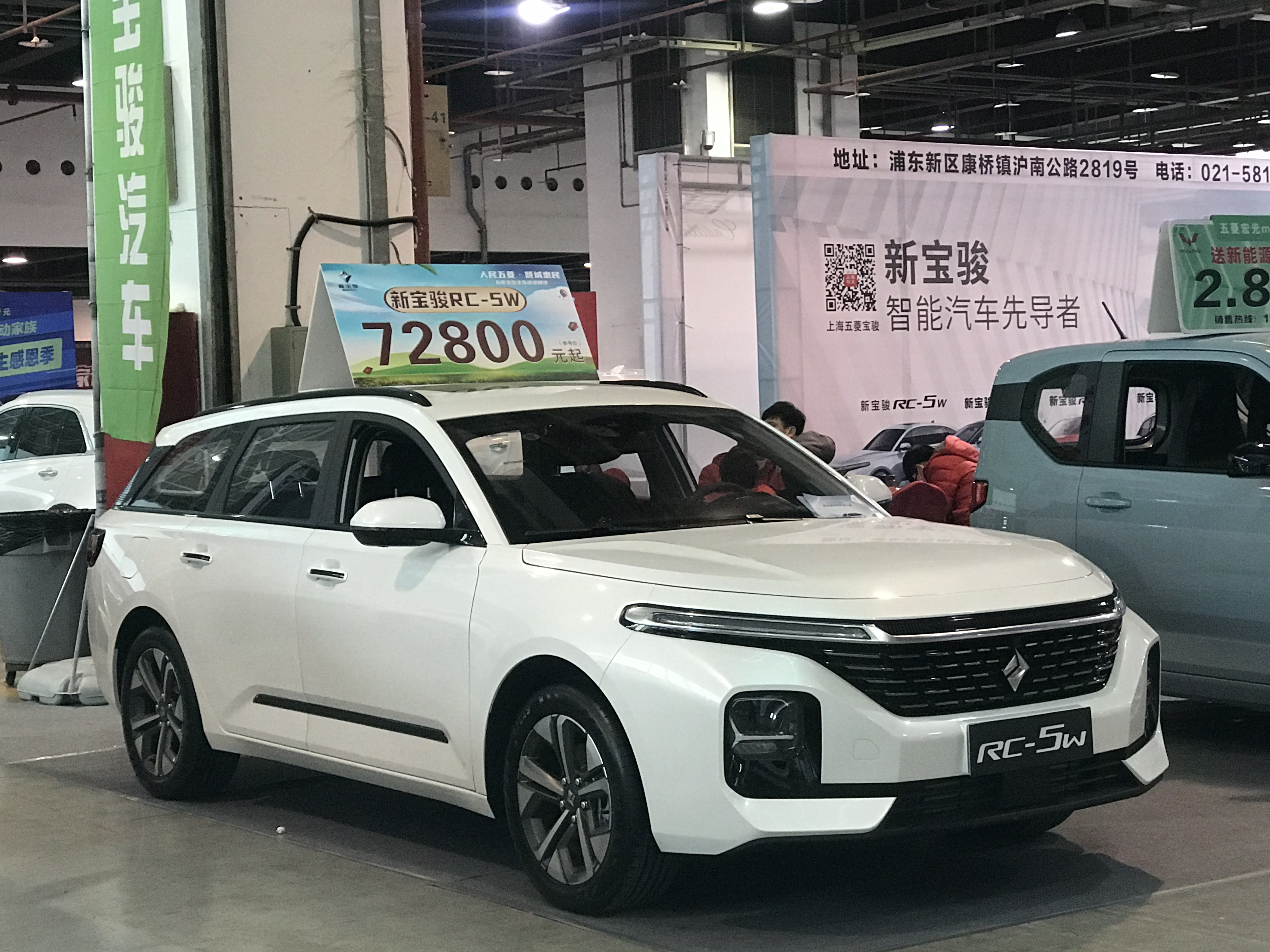
바오준 RC-5W
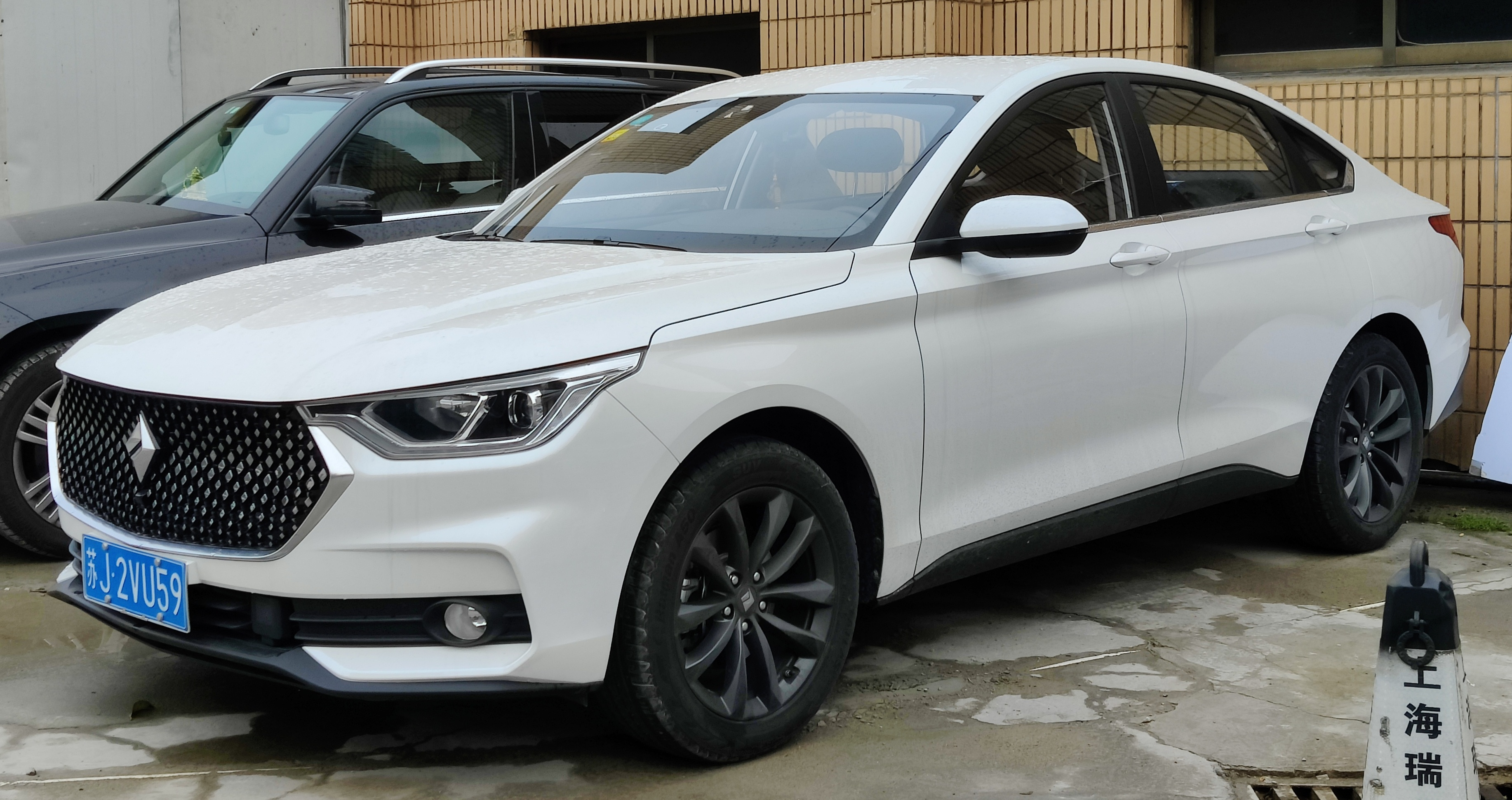
바오준 RC-6
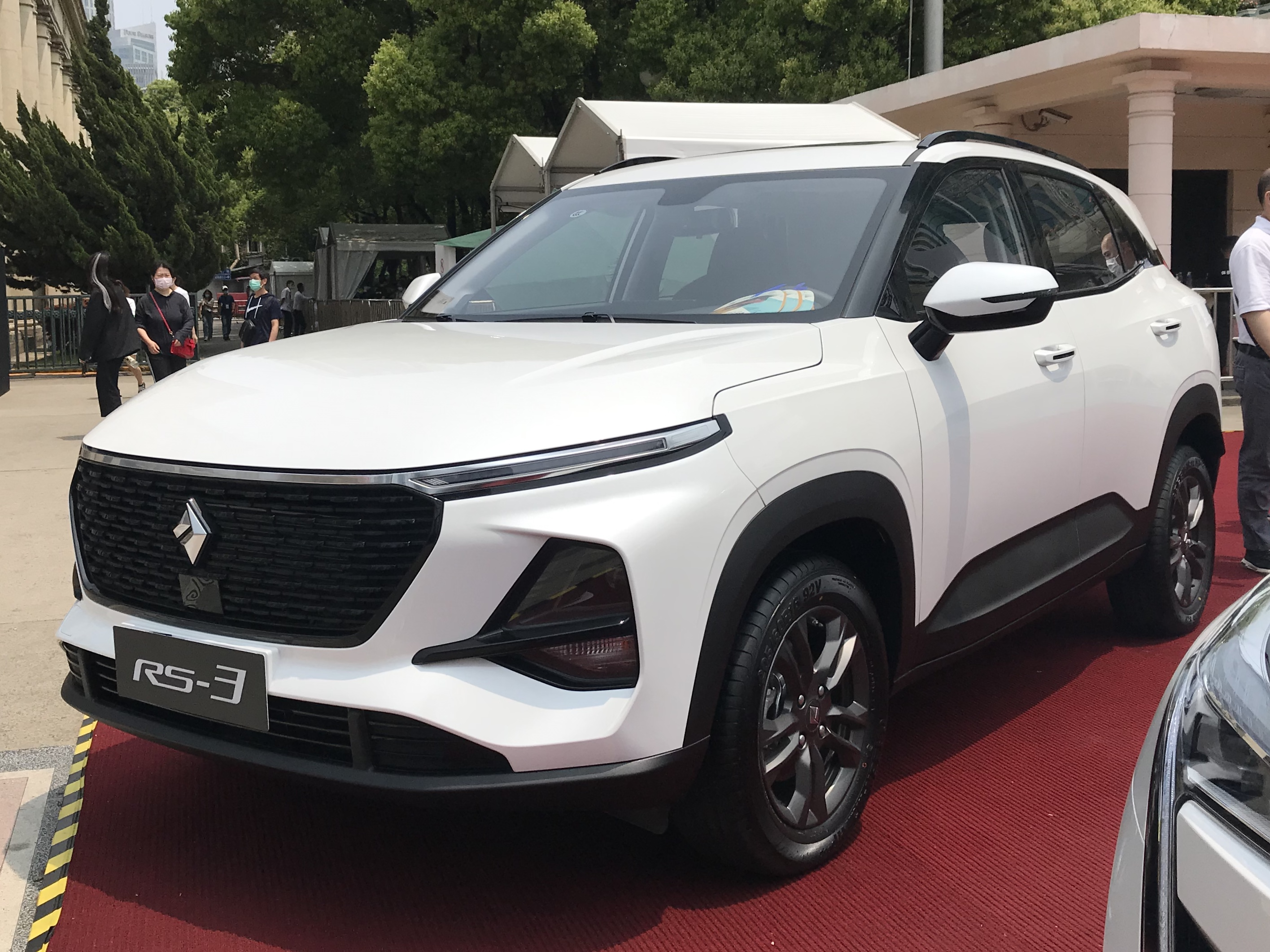
바오준 RS-3
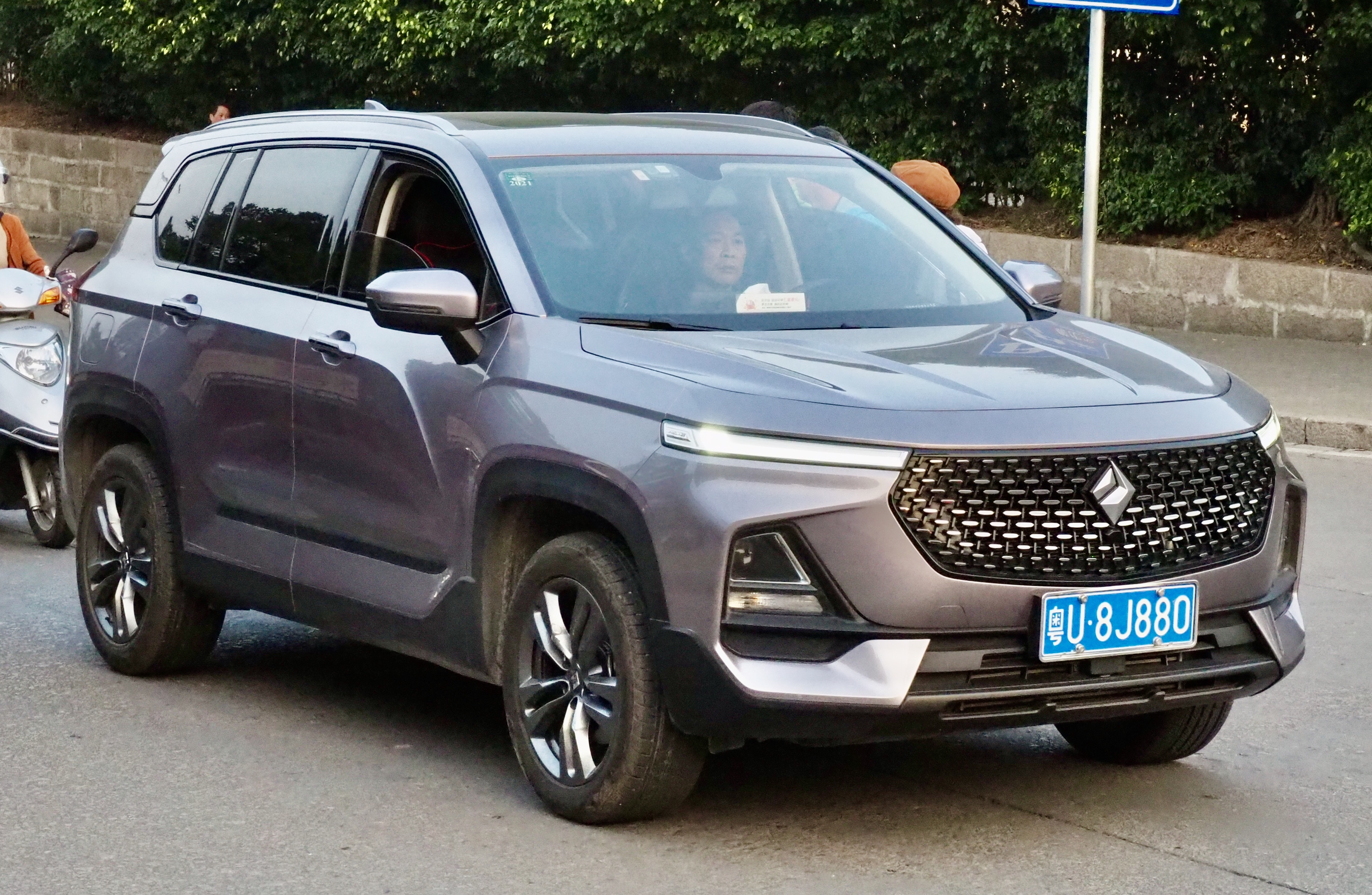
바오준 RS-5
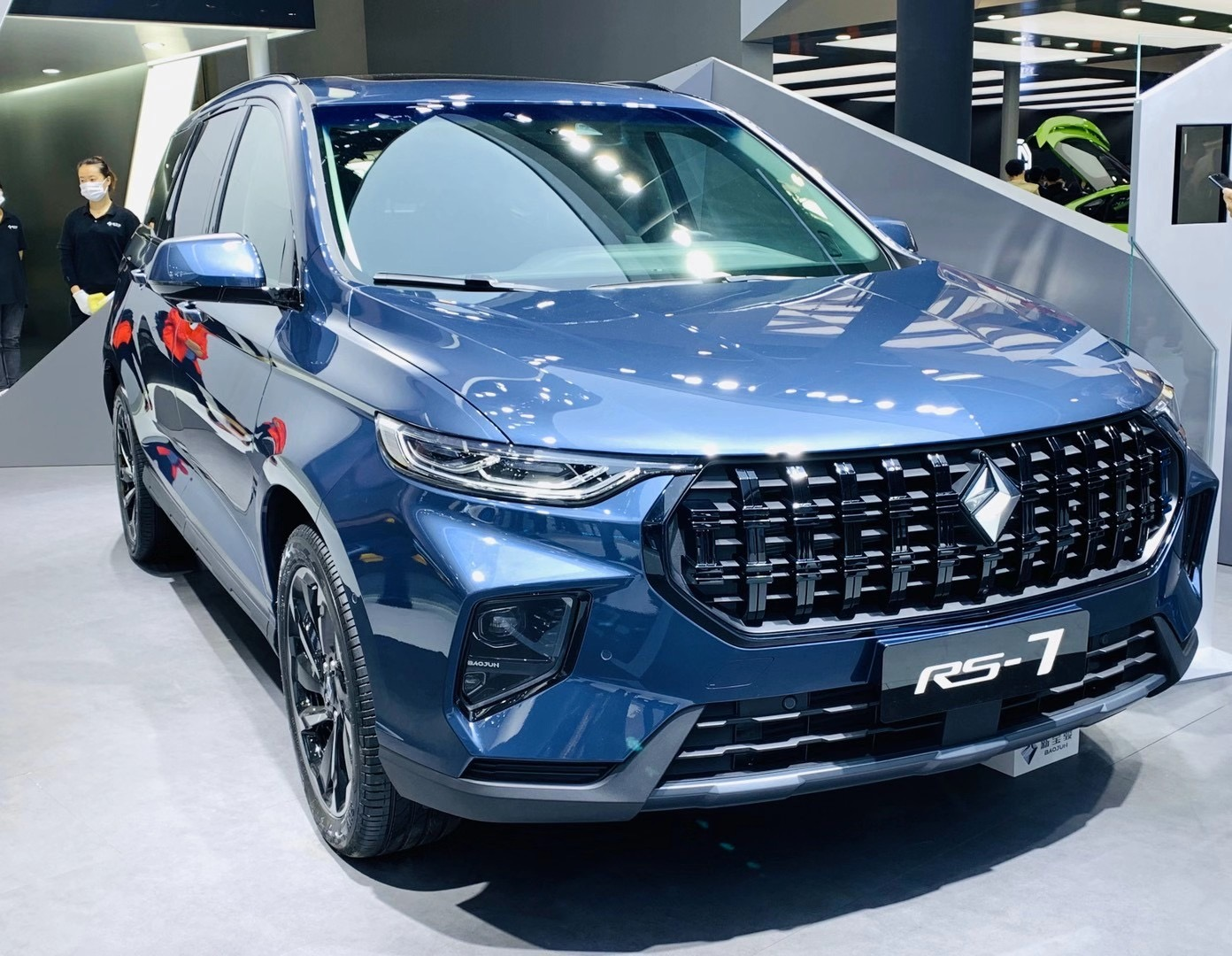
바오준 RS-7
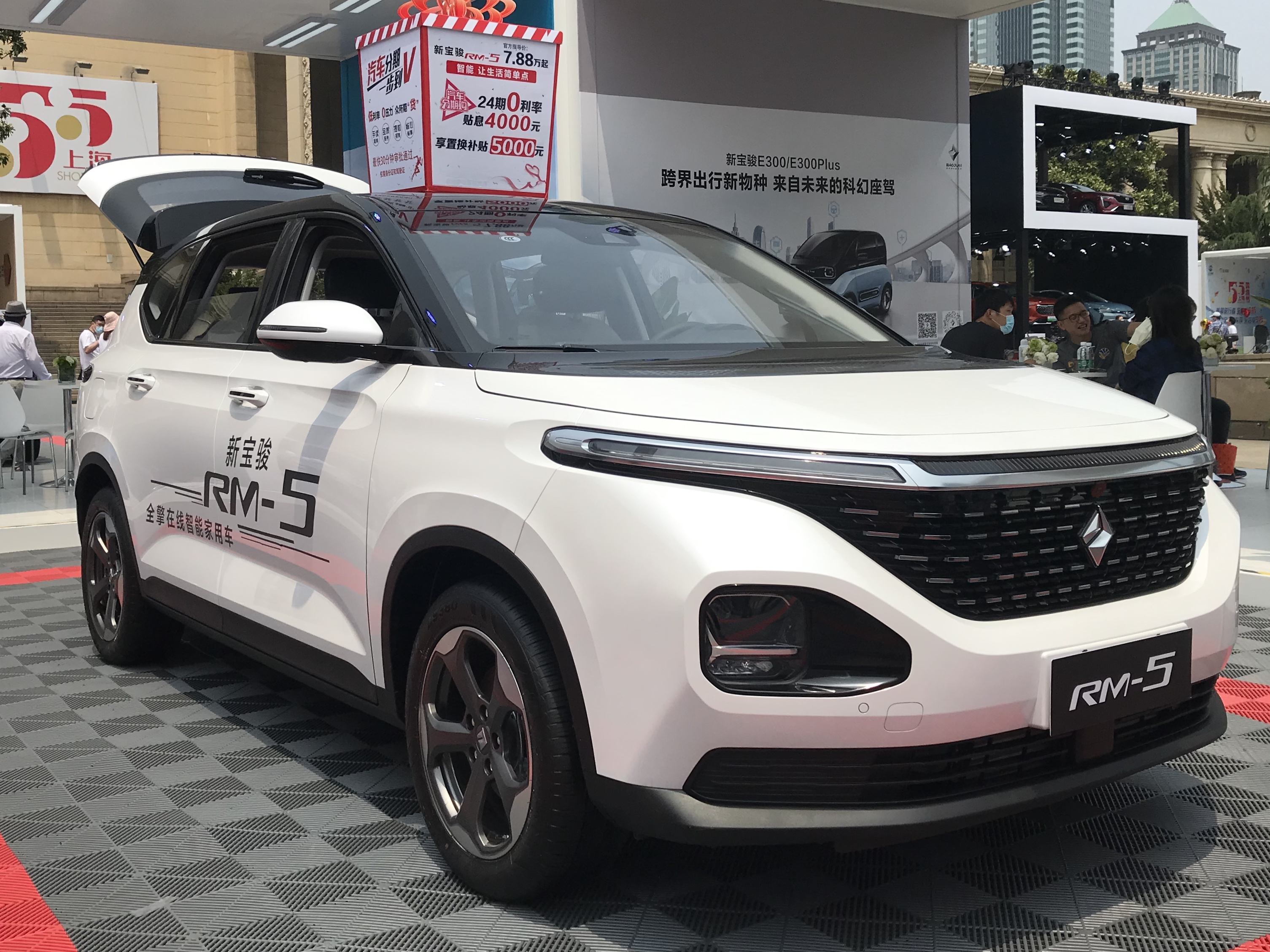
바오준 RM-5

## 논란
2024년 12월 31일, 100명 이상의 바오준 옙 차주들이 갑작스러운 브레이크 시스템 고장을 겪어 차량 감속에 어려움을 겪었다. 일부 차주들은 제조업체의 해결책에 불만을 표하며 바오준이 문제를 회피하고 있다고 비난했다. 바오준 자동차는 공식적으로 일부 차량에 소프트웨어 버그가 발생하여 브레이크 보조 기능이 저하되고 브레이크 페달이 단단해지는 현상이 있었으며, 이를 적절히 처리할 것이라고 밝혔다.